# Vaujours
Vaujours (franskt uttal: [voʒuʁ]
 ( lyssna)) är en kommun i departementet Seine-Saint-Denis i regionen Île-de-France i norra Frankrike. Kommunen ligger i kantonen Tremblay-en-France som tillhör arrondissementet Le Raincy. År 2022 hade Vaujours 7 743 invånare.

## Befolkningsutveckling
| Befolkningsutvecklingen i Vaujours 1968–2021 | Befolkningsutvecklingen i Vaujours 1968–2021 | Befolkningsutvecklingen i Vaujours 1968–2021 | Befolkningsutvecklingen i Vaujours 1968–2021 | Befolkningsutvecklingen i Vaujours 1968–2021 |
| -------------------------------------------- | -------------------------------------------- | -------------------------------------------- | -------------------------------------------- | -------------------------------------------- |
|                                              |                                              |                                              |                                              |                                              |
| År                                           |                                              |                                              | Folkmängd                                    |                                              |
| 1968                                         | 1968                                         |                                              | 4 748                                        |                                              |
| 1975                                         | 1975                                         |                                              | 4 726                                        |                                              |
| 1982                                         | 1982                                         |                                              | 4 885                                        |                                              |
| 1990                                         | 1990                                         |                                              | 5 214                                        |                                              |
| 1999                                         | 1999                                         |                                              | 5 570                                        |                                              |
| 2007                                         | 2007                                         |                                              | 6 047                                        |                                              |
| 2015                                         | 2015                                         |                                              | 6 909                                        |                                              |
| 2021                                         | 2021                                         |                                              | 7 478                                        |                                              |